# Экеки
Экеки (груз. ექექი) — грузинская церковь, находившаяся в Тортумском ущелье провинции Эрзурум, бывшая Экеки, ныне в деревне Вишнели. 

## История
Построенное из гладко обработанных камней, предположительно, в IX веке, здание считалось главной церковью монастыря с аналогичным названием. церковь Экеки представляла собой купольное строение крестовидной формы. На восточном фасаде было три апсиды, в которой располагался алтарь. Барабан купола и верхняя часть некоторых окон были украшены цветными камнями.
По записям Эквтиме Такаишвили, увидевшего храм в 1917 году, церковь Экеки, находившаяся рядом с замком Тортоми, использовалась в качестве мечети. Внутренние стены были  окрашены в белый цвет, что полностью скрыло фрески храма. Помещение церкви имело прямоугольную форму (9,05 x 6,55 м). В храме было две двери: одна на юге и одна на севере, но при превращении церкви в мечеть, южная дверь была застроена и закрыта. Все окна на востоке были украшены рельефами. В церкви имелись греческие и грузинские надписи. Заметно, что буква «К» в грузинской надписи «Святой Николай» взята из греческого алфавита, а не из грузинского. Такаишвили связывает это ситуацию с тем, что лицо, писавшее на грузинском, не владело языком должным образом. Несмотря на нарушенный язык, греческие и грузинские надписи свидетельствуют о том, что церковь была посвящена Пресвятой Богородице. В начале 1960-х годов церковь была разрушена, на ее месте была возведена мечеть, используя камни из разобранной церкви.